# Chiton coxi
Chiton coxi är en blötdjursart som beskrevs av Henry Augustus Pilsbry 1894. Chiton coxi ingår i släktet Chiton och familjen Chitonidae.
Artens utbredningsområde är New South Wales. Inga underarter finns listade i Catalogue of Life.